# Colonia Bigand
Colonia Bigand es una comuna del Departamento Castellanos, Provincia de Santa Fe, Argentina.

## Ubicación
Se halla situada en el centro del Departamento Castellanos al noroeste de la ciudad de Rafaela.

## Población y demografía
176 habitantes (Indec, 2022)

## Historia
La localidad se creó el 4 de septiembre de 1912.

## Santo Patrono
- 7 de octubre Virgen María del Rosario de San Nicolás